# 弗勒拉
弗勒拉（法語：Fleurat，法語發音：[flœʁa]）是法国克勒兹省的一个市镇，属于盖雷区。

## 地理
弗勒拉（46°14'26"N, 1°40'44"E）面积12.3 平方千米，位于法国新阿基坦大区克勒兹省，该省份为法国中部省份，位于法國中央高原西北部，北起安德尔省和谢尔省，西接维埃纳省，南至科雷兹省，东临多姆山省，东北与阿列省接壤。
与弗勒拉接壤的市镇（或旧市镇、城区）包括：比西耶尔迪努瓦斯、勒格朗堡、纳亚、圣普列斯特-拉普莱讷、圣沃里。

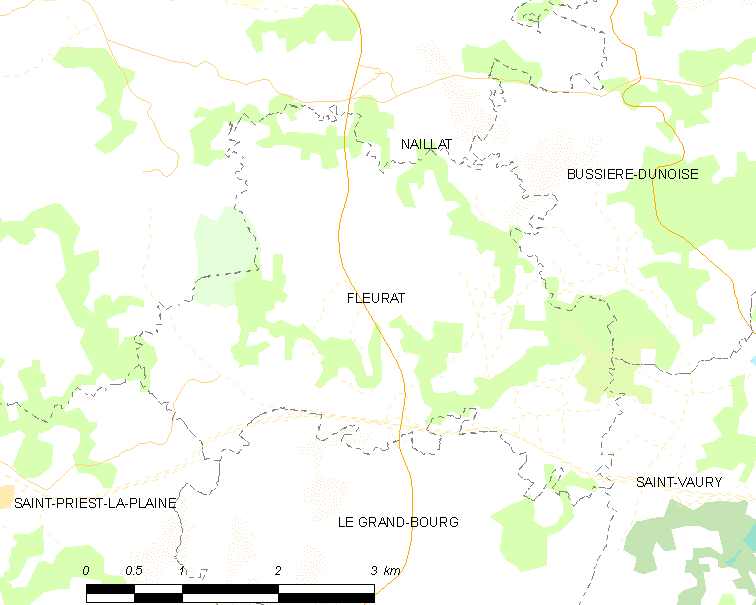
弗勒拉的OSM定位图

弗勒拉的时区为UTC+01:00、UTC+02:00（夏令时）。

## 行政
弗勒拉的邮政编码为23320，INSEE市镇编码为23082。

## 政治
弗勒拉所属的省级选区为勒格朗堡县。

## 人口

1962-2008年间弗勒拉人口变化图示

弗勒拉于2022年1月1日时的人口数量为307人。